# Valeriano (Pinzano al Tagliamento)
Valeriano (Valarian in friulano) è una frazione del comune di Pinzano al Tagliamento.

## Geografia fisica
Valeriano si trova a sud - ovest di Pinzano al Tagliamento, su un ubertoso ripiano compreso fra le colline di Castelnovo a nord e il greto del Tagliamento a sud, e segna il confine tra la zona collinare/montana e la pianura friulana. È posto a circa 180 m s.l.m., e la maggior parte del territorio è adibita a campi coltivati, prevalentemente a mais e a vite. Infatti, in questa zona, si contano numerose aziende agricole specializzate soprattutto sulla produzione di vitigni locali quali il piculit neri, il forgjarin, lo scjarlin e l'ucelut. Ad ovest dell'abitato, è presente il bosco di Valeriano, una foresta di 300 ettari composta da Querce, Castagni, Betulle, Carpini, Salici, Olmi e una ricca fauna. Nella stessa zona, scorre il rio "Rugo" o Roggia di Valeriano, mentre a Est del paese vi è il Torrente Gercia, noto negli ultimi decenni per la presenza di Gamberi d'Acqua Dolce.

## Popolazione
Valeriano è la frazione più popolosa dell'intero comune di Pinzano al Tagliamento, con 650 abitanti.

## Storia

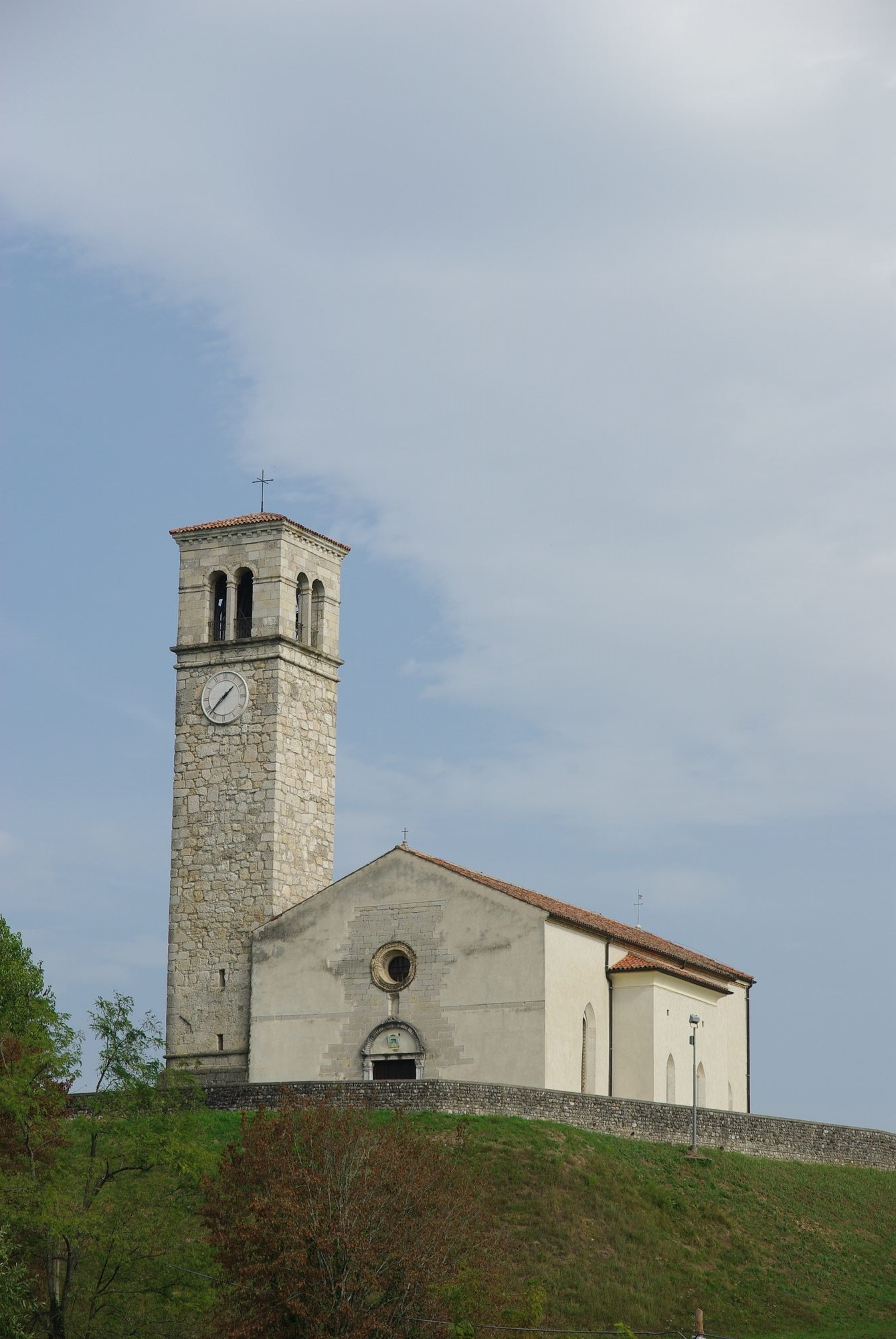
La chiesa di S. Stefano

Le origini di Valeriano sono incerte, ma il toponimo sembra derivare dal nome del centurione romano a cui fu affidata questa zona. Tesi supportata anche da alcuni, e sporadici, ritrovamenti archeologici. Valeriano ospita una pieve risalente al X secolo, intitolata alla Santa Maria dei Battuti, ed è tutt'oggi sede parrocchiale presso la chiesa intitolata a Santo Stefano, costruita nel 1492 e ricostruita nelle sobrie, originarie forme gotiche dopo il terremoto del 1976. L'istituzione della Pieve è tuttavia ben più antica: già nel 1186 viene ricordata in una bolla di Urbano III fra quelle appartenenti alla Diocesi di Concordia.
Al suo interno conserva un prezioso trittico a fresco (S. Valeriano, S. Michele, S. Giovanni Battista) di Giovanni Antonio de’ Sacchis detto il Pordenone (altare di destra), firmato e datato 1506. Sulla sinistra c'è un altro trittico affrescato nel 1532 dal pittore spilimberghese Marco Tiussi (B.V. Maria, SS. Trinità, S. Giovanni Battista), che imita il precedente. L'altare maggiore è opera del 1757 dello scultore pinzanese Francesco Sabbadini; pregevole è il coro ligneo del secolo XVI intagliato ed intarsiato. Il portale principale, finemente scolpito è un lavoro del Pilacorte del 1492.
Lungo la strada comunale per Borgo Mizzari, vi era in passato una chiesetta intitolata S. Severo, toponimo attuale della zona, che una leggenda voleva eretta sui resti di un antico tempio pagano, nonché uno dei luoghi di culto cristiani più antichi del Friuli. In seguito alla sua distruzione, la statua di San Severo venne trasportata in un'ancona sulla strada per Pinzano, dove venne trafugata da ignoti nel 2002.

## Economia

### Turismo
Questa particolare zona, è oggi un centro di turismo della riscoperta, che attrae ogni anno numerosi visitatori. Sono presenti percorsi ciclabili presso il torrente Gercia, ed è possibile praticare rilassanti passeggiate presso il bosco di Valeriano o nel parco del Tagliamento, nella zona di Borgo Mizzari.

## Infrastrutture e trasporti

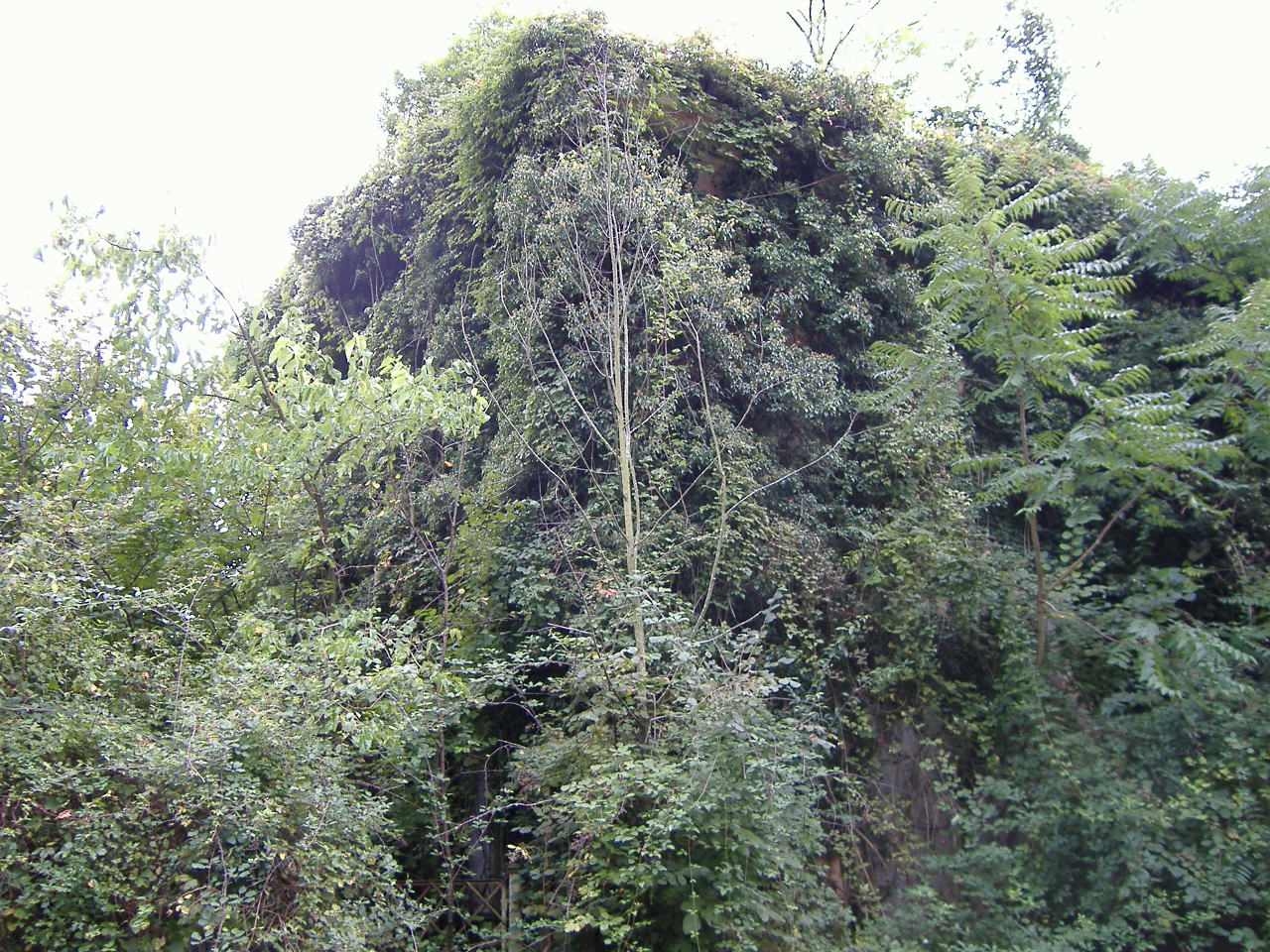
L'ex stazione invasa dalla vegetazione

Fino agli anni 60 del 900, Valeriano era dotata di una stazione sulla ferrovia Gemona del Friuli-Casarsa, dismessa nello stesso periodo. La stazione era l'unica fermata della linea che lasciava molto lontano dal paese. Attualmente, l'edificio che era abbandonato e pericolante, è stato abbattuto dalla protezione civile a Febbraio 2011. Il percorso dei binari dovrebbe essere convertito in una pista ciclabile. Oggi, Valeriano è servita dalle autolinee ATAP sulla linea Spilimbergo - Pinzano - San Francesco.